# Bane (grup hardcore)
Bane fou un grup estatunidenc de música hardcore punk format l'any 1995 com a projecte paral·lel del guitarrista Aaron Dalbec (llavors a Converge) i Damon Bellardo. Dalbec va proposar-li a Matt Firestone de cantar i així van començar a fer alguns concerts amb el nom de Gateway, abans que Firestone se separés per a enfocar-se en altres projectes. Llavors Dalbec va proposar a Aaron Bedard (qui anteriorment havia cantat amb el grup Backbone) de cantar amb Bane.
Van entrar a l'estudi el desembre 1995 amb uns quants amics i van enregistrar una maqueta amb cinc cançons. L'any següent va veure la llum el seu primer EP i van tocar en directe per tot l'estat de Massachusetts. A començaments de 1997, Bane va treure l'EP Free to Think, Free to Be, i el 1998 Holding This Moment, embarcant-se en la seva primera gira per Estats Units d'Amèrica (EUA).
El 2014 Bane va publicar Don't Wait Up, i van fer el seu últim concert el 18 de juny de 2016 al Worcester Palladium. Bane fou un grup valorat favorablement per altres grups hardcore i conegut per la seva defensa del respecte i la unitat dins de l'escena musical.
En un àlbum primerenc Bane va reivindicar-se com a straight edge, encara que aquest mai no va ser el tema principal de les seves lletres. Els membres originals eren straight edge, en canvi, Bob Mahoney i Brendan «Stu» Maguire no. Això no obstant, van continuar tocant cançons amb referències straight edge, com «Count Me Out» que afirma «sols amb una X al dors de la meva mà no vaig enlloc». Tanmateix, la lletra de la cançó «Wasted On The Young», dels disc The Note, pot ser interpretada com una crítica a les persones que per ignorància abracen massa aviat en les seves vides la filosofia straight edge.

## Història
Bane es va crear l'any 1994 amb el nom de Gateway. El 1995 va sumar-s'hi el cantant Aaron Bedard i van enregistrar una primera maqueta amb cinc cançons. Pete Chilton va afegir-s'hi com a baixista i Zach Jordan com a segon guitarrista. Damnon Bellorado, també membre de Converge, va fer-se càrrec de la bateria.
El maig de 1996, Bane va publicar Forked Tongue i el 1997 Free to Think, Free to Be. Ambdós EP van aparèixer amb el segell discogràfic Good Life Recordings. Llavors Bellorado va deixar el grup a fi de centrar-se plenament en Converge. Bellorado fou reemplaçat pel bateria de Ten Yard Fight, Ben Chused, abans de ser substituït a mitjans de 1998 pel bateria de Close Call, Nick Branigan, de 19 anys. Una gira va seguir la publicació de Holding This Moment, que era la compilació dels EP anteriors. A més, Bane va realitzar una gira estatunidenca amb el grup Saves the Day.
L'àlbum It All Comes Down to This va ser enregistrat el juny de 1999 a Austin Enterprises, a Clinton. L'àlbum va ser publicat per Equal Vision Records. El 2000 realitzaren una altra gira amb Death by Stereo i Adamantium, així com alguns concerts a Europa. El setembre de 2000 Bane va tornar a l'estudi, aquest cop amb el productor Kurt Ballou, membre de Converge, per a enregistrar dues cançons per a un disc compartit amb Adamantium, el qual va aparèixer a Indecision Records. El seu segon àlbum, Give Blood, va aparèixer el 2001, enregistrat i produït per Brian McTernan a Beltsville. Al disc el va seguir una gira pels EUA juntament amb Agnostic Front. El 2003 el bateria Branigan va deixar la banda i va ser reemplaçat per Bob Mahoney. L'abril de 2004 Bane va realitzar una gira de dues setmanes pel Japó.
El 2005 el grup va entrar als estudis Salad Days per enregistrar l'àlbum The Note, de nou amb McTernan, el qual publicà Equal Vision Records. El març 2005, la banda va girar amb Comeback Kid i With Honor. El 2014 Bane va publicar el seu àlbum de comiat, Don't Wait Up.
Bane es va reunir per a una aparició sorpresa en un espectacle benèfic el 2 de juliol de 2021, en homenatge a l'antic membre de la banda Brendan «Stu» Maguire, que va morir a causa d'un càncer de pàncrees el 27 de juny de 2021. El grup va tocar al costat de The Bouncing Souls, Sick of It All i H2O.

## Discografia

### Àlbums d'estudi
- It All Comes Down to This (1999, Equal Vision Records)
- Give Blood (2001, Equal Vision Records)
- The Note (2005, Equal Vision Records)[12]
- Don't Wait Up (2014, Equal Vision Records)[13]

### Compilacions
- Holding This Moment (1998, Equal Vision Records)
- Tokyo 7:58am (2009, Alliance Trax)

### EP
- Bane/Adamantium Split 7" (2001, Indecision Records)
- Ten Years Plus E.P. (2006, Equal Vision Records)
- Boston 6:58pm (2009, Triple-B Records)
- Los Angeles 3:58pm (2009, 6131 Records)